# Chabrias
Chabrias (altgriechisch Χαβρίας Chabrías; † 357 v. Chr.) war ein bedeutender griechischer Feldherr. Der Schüler Platons war zeitweise Stratege seiner Heimatstadt Athen, stand aber auch in Diensten der ägyptischen Pharaonen. Er kämpfte sowohl gegen Sparta als auch gegen das Perserreich und errang einige bedeutende Siege. 

## Leben
Über Chabrias’ Geburt und Jugend ist nichts bekannt.
Im Korinthischen Krieg war er an der militärischen Unternehmung des athenischen Feldherrn Thrasybulos beteiligt. Anfang des Jahres 389 v. Chr. ersetzte er Iphikrates als Feldherr auf der Peloponnes. 
Zur Unterstützung des Königs Euagoras I. gegen das Perserreich brach er im Jahre 387 v. Chr. mit einem athenischen Heer, bestehend aus 800 Peltasten, nach Zypern auf. Unterstützt von einem Aufgebot an Hopliten unter dem Kommando des Demainetos landete er auf Aigina, wo er den Spartanern eine herbe Niederlage beibringen konnte. Nachdem aber Zypern 386 v. Chr. im Königsfrieden dem Perserreich unterstellt wurde, war ein Verbleib der griechischen Truppen unter Chabrias auf der Insel unmöglich. Der athenische Feldherr trat daraufhin in den Dienst des ägyptischen Pharaos Hakor. Mit einem Söldnerheer verteidigte er erfolgreich Ägypten gegen die Versuche der Perser, es erneut als Satrapie in ihr Reich zu integrieren. Auf persischen Druck hin wurde Chabrias schließlich 380 v. Chr. nach Athen zurückberufen.
378 v. Chr. gelang ein Sieg gegen den spartanischen König Agesilaos II. bei Theben. In dieser Schlacht setzte er eine von ihm erfundene Abwehrtechnik erfolgreich ein. Chabrias war aber nicht nur ein erfolgreicher Befehlshaber von Landtruppen – er hatte im Jahre 376 v. Chr. darüber hinaus einen überaus bedeutenden Erfolg als athenischer Flottenkommandant zu verzeichnen. In diesem Jahr, während des Zweiten Attischen Seebundes, besiegte der Bund unter dem Kommando des Chabrias 376 v. Chr. bei Naxos die spartanische Flotte. 
374 v. Chr. gewann Chabrias’ Viergespann bei den Pythischen Spielen in Delphi. Die Vorkommnisse um Neaira bei der Siegesfeier in Athen sollten noch 30 Jahre später Teil eines Prozesses sein. Ab 369 an kämpfte er – weiterhin in athenischem Auftrage – gegen die Thebaner. Im Jahre 366 wurde er angeklagt. Man warf ihm Verrat zugunsten Böotiens vor, doch wurde er freigesprochen. 
Nach Beendigung des Prozesses begab sich Chabrias erneut nach Ägypten, um das Flottenkommando eines geplanten Feldzuges nach Vorderasien zu übernehmen. Er kehrte jedoch bereits im Jahre 359, nach dem Sturz des ägyptischen Königs, wieder in seine Heimat zurück, um sich erneut in athenische Dienste zu stellen. Als etwa zwei Jahre später der sogenannte Bundesgenossenkrieg begann, zog er, wie Diodor berichtet, als athenischer Flottenkommandant mit in ein Gefecht gegen die Insel Chios; laut Nepos allerdings als Privatmann. Er starb 357 bei dem Angriff auf die Insel, indem er in aussichtsloser Lage die sich bietende Gelegenheit zur Flucht bewusst ausschlug, um im Kampf sein Leben zu beenden.

## Rezeption
Die Athener ehrten Chabrias für seine militärischen Erfolge mit einem Denkmal. In der modernen Forschung ist er als „Condottiere des 4. Jahrhunderts“ (v. Chr.) bezeichnet worden.